# Guãs
Guãs ou guangues (em guã: Guang, guan ou gwan) são um grupo de povos do Gana, um dos primeiros a se assentar na região. Compreendem os cherepongues, lartes, efutus, crachis, anuns, autus, atuodes, gonjas, salagas, etc.